# Spengler Cup 1928
Der Spengler Cup 1928 (französisch Coupe Spengler 1928) war die sechste Auflage des gleichnamigen Wettbewerbs und wurde im Dezember 1928 im Schweizer Luftkurort Davos durchgeführt. Als Spielstätte fungierte das dortige Eisstadion.
Der Berliner SC gewann zum dritten Mal nach 1924 und 1926 den Spengler Cup.

## Turnierverlauf
Die jeweiligen Gruppensieger qualifizierten sich für den Final, während die Zweitplatzierten der Gruppen den Drittplatzierten des Turniers ausspielten.

### Gruppe A
| Dezember 1928 | Berliner SC | 2:0 | Oxford University | Eisstadion Davos, Davos |

| Dezember 1928 | HC Milano | 3:1 (1:1, 1:0, 1:0) | Oxford University | Eisstadion Davos, Davos |

| Dezember 1928 | Berliner SC | 2:0 (0:0, 0:0, 2:0) | HC Milano | Eisstadion Davos, Davos |

| Pl. |                   | Sp | S | U | N | Tore | Punkte |
| --- | ----------------- | -- | - | - | - | ---- | ------ |
| 1.  | Berliner SC       | 2  | 2 | 0 | 0 | 4:0  | 4:0    |
| 2.  | HC Milano         | 2  | 1 | 0 | 1 | 3:3  | 2:2    |
| 3.  | Oxford University | 2  | 0 | 0 | 2 | 1:5  | 0:4    |

### Gruppe B
| Dezember 1928 | SC Riessersee | 0:0 | HC Davos | Eisstadion Davos, Davos |

| Dezember 1928 | Cambridge University | 2:0 | HC Davos | Eisstadion Davos, Davos |

| Dezember 1928 | Cambridge University | 3:1 | SC Riessersee | Eisstadion Davos, Davos |

| Pl. |                      | Sp | S | U | N | Tore | Punkte |
| --- | -------------------- | -- | - | - | - | ---- | ------ |
| 1.  | Cambridge University | 2  | 2 | 0 | 0 | 5:1  | 4:0    |
| 2.  | SC Riessersee        | 2  | 0 | 1 | 1 | 1:3  | 1:3    |
| 3.  | HC Davos             | 2  | 0 | 1 | 1 | 0:2  | 1:3    |

### Spiel um Platz 3
| Dezember 1928 | SC Riessersee | 2:0 | HC Milano | Eisstadion Davos, Davos |

### Final
| 31. Dezember 1928 | Berliner SC | 1:0 | Cambridge University | Eisstadion Davos, Davos |

## Kader
| Berliner Schlittschuhclub | Fritz Lincke / Walter Sachs - Max Holsboer / Gustav Jaenecke - Albert Hassler - Herbert Brück ; Erich Römer                                                   |
| Cambridge University      | William Speechley / Hans von Trauttenberg - Charles Wylde / David Graham - Lord Lincoln - Frank de Marwicz ; Peter Churchill - Bernhard Fawcett - B. H. Watts |
| SC Riessersee             | Matthias Leis / Hans Schmid - Franz Kreisel / Marquard Slevogt - Martin Schröttle - Alex Gruber ; Fritz Rammelmayr, Bernhard Scheublein                       |
| HC Milano                 | Enrico Calcaterra / Guido Botturi - Decio Trovati / Francesco Roncarelli - Luigi Radaelli - Gianni Scotti ; Gianmario Baroni, Ernesto Isacchi, Camillo Mussi  |
| HC Davos                  | Albert Künzler / Luzius Rüedi - Albert Geromini / Fritz Kraatz - Heini Meng - Alexander Spengler ; Fritz Fuchs, Albert Rudolph                                |
| Oxford University         | David Turnbull / Davis - Grace / White - Clarence Campbell - Bush ; Maiclair, Brenfogle                                                                       |